# San Francisco del Chañar
San Francisco del Chañar é um município da província de Córdova, na Argentina.